# Iveta Korešová
Iveta Korešová (* 3. April 1989 in Písek; geborene Iveta Luzumová) ist eine tschechische Handballspielerin.

## Karriere
Iveta Korešová spielte ab 1997 in ihrem Heimatort bei Sokol Písek, mit dem sie in den Spielzeiten 2009/10, 2010/11 und 2011/12 am EHF Challenge Cup teilnahm. In der Saison 2012/13 lief die 1,76 Meter große Rückraumspielerin für den französischen Erstligisten Mios Biganos auf. Im Sommer 2013 wechselte sie zum deutschen Bundesligisten Thüringer HC. 2014, 2015, 2016 und 2018 gewann sie die deutsche Meisterschaft. Ab dem Februar 2020 pausierte Korešová aufgrund ihrer Schwangerschaft. In der Saison 2021/22 lief sie für den tschechischen Erstligisten DHK Baník Most auf, mit dem sie die nationale Meisterschaft gewann. Anschließend kehrte sie zu Sokol Písek zurück.
Korešová gehört zum Kader der tschechischen Handballnationalmannschaft, für die sie bisher 108 Länderspiele bestritt. Sie nahm an der Europameisterschaft 2012 in Serbien teil, sowie an der Weltmeisterschaft 2013, wo sie mit 30 Treffern, davon 13 per Siebenmeter, erfolgreichste tschechische Werferin war.